# Zwischenkreis
Ein Zwischenkreis ist eine elektrische Einrichtung, die als Energiespeicher mehrere elektrische Netze auf einer zwischengeschalteten Strom- oder Spannungsebene über Umrichter elektrisch koppelt.
Anwendungsfälle:

Blockschaltbild für eine Einrichtung mit Zwischenkreis

- Elektrische Verbraucher benötigen die Energie häufig in sehr kurzen Intervallen (z. B. Anfahrvorgang eines Motors), aber die bereitstellenden Quellen (öffentliche Energieversorgungsnetze/Notstromgeneratoren/Netzteile/Batterien etc.) können die Energie nur in begrenztem Umfang für sehr kurze Intervalle bereitstellen.
- Verschiedene Wechselstromnetze sind zueinander nicht gleichfrequent und damit nicht synchron. (Beispielsweise arbeitet das Netz der öffentlichen Energieversorgung in Europa mit 50 Hz, das Bahnstromnetz in Deutschland hingegen mit 16,7 Hz; Antrieb eines Aufzugs muss mit Frequenz von z. B. 0 bis 400 Hz versorgt werden.)
- Verschiedene Wechselstromnetze (z. B. Energieversorgungsnetze verschiedener Länder) sind zwar gleichfrequent, stehen aber in unterschiedlicher Phasenlage zueinander.
- Gleichspannungsnetze können auf unterschiedlichen Spannungsebenen arbeiten (z. B. 1,5-kV- und 3-kV-Bahnstromnetze).
- Unterbrechungsfreie Stromversorgung, die einen Verbraucher bei Netzausfall aus einem Akkumulator versorgt.

Aus diesem Grund ist es erforderlich, die Spannungen oder die Ströme der unterschiedlichen Netze
- in ihren Effektivwerten anzupassen (siehe Aufwärtswandler, Abwärtswandler für Gleichspannungsnetze/Transformatoren, Vierquadrantensteller für Wechselspannungsnetze);
- gleichzurichten für den Fall, dass Energie in den Zwischenkreis  gespeist wird (siehe Gleichrichter);
- Wechselrichter vorzusehen für Netze, die aus dem Zwischenkreis gespeist werden;
- die Energie in einem energiespeichernden Bauelement (elektrische Kapazität/Induktivität/Akkumulator) – das ist der Zwischenkreis – zwischenzuspeichern.

Dabei unterscheidet man drei Verfahren:
- Gleichspannungszwischenkreis: mittels Zwischenkreiskondensator bei konstanter Spannung und variablem Strom (siehe auch U-Umrichter (Voltage Source Inverter, VSI)).
→ Z. B. Anwendung bei den meisten Industrieumrichtern (Frequenzumrichter) für kleine und mittlere Leistungen
- Gleichstromzwischenkreis mittels Zwischenkreisdrossel bei konstantem Strom und variabler Spannung (siehe auch I-Umrichter (Current Source Inverter, CSI)).
→ Z. B. Anwendung bei HGÜ oder (Antriebs-)Umrichter großer Leistung
- Z-Source-Zwischenkreis: der Zwischenkreis ist ein Kondensator/Induktivitätsnetzwerk, der zur Spannungsanhebung und Spannungsreduktion verwendet werden kann. Er wird vorwiegend eingesetzt, wenn die Speisespannung starken Schwankungen unterliegt.[1][2] Anders als bei den herkömmlichen Zwischenkreistopologien muss ein nachgeschalteter Wechselrichter mittels Durchkommutierung für die Aufrechterhaltung der Zwischenkreisspannung sorgen, da das Zwischenkreis-Netzwerk je nach Spannungsanforderung als Durchflusswandler oder Sperrwandler betrieben werden muss.